# Laval-Roquecezière
Laval-Roquecezière è un comune francese di 316 abitanti situato nel dipartimento dell'Aveyron nella regione dell'Occitania.

## Società

### Evoluzione demografica
Abitanti censiti